# Cầy mực
Cầy mực (tiếng Mường: tu dân, tiếng Thái: hên mi, tiếng Nùng: hên moòng, tiếng Dao: điền chiến, danh pháp hai phần: Arctictis binturong) là loài động vật ăn thịt thuộc họ Cầy (Viverridae). Môi trường sống của chúng là các khu rừng mưa ở Nam Á và Đông Nam Á. Chúng được liệt vào danh sách loài sắp nguy cấp bởi IUCN do xu hướng suy giảm số lượng cá thể ước tính hơn 30% trong ba thập kỷ qua.
Thomas Stamford Raffles mô tả một cá thể cầy mực lần đầu tiên ở Malacca, nơi mà chúng được gọi là binturung. Trong tiếng Mã Lai, chúng được biết đến với cái tên benturung, và tại Riau, Indonesia là tenturun.
Cầy mực là một chi đơn loài. Tên chi Arctictis nghĩa là 'gấu-chồn', xuất phát từ tiếng Hy Lạp arkt- 'gấu' + iktis 'chồn'.
Cầy mực là loài thú ăn đêm và ngủ trên các cành cây. Chúng ăn trái cây là chính, ngoài ra còn ăn trứng động vật, mầm cây, lá cây và các loại động vật nhỏ như các loài gặm nhấm hoặc chim. Nạn phá rừng đã làm giảm đáng kể số lượng cầy mực. Cầy mực có thể đạt tuổi thọ trên 20 năm, con cầy mực có tuổi thọ kỉ lục là 26 năm.

## Đặc điểm

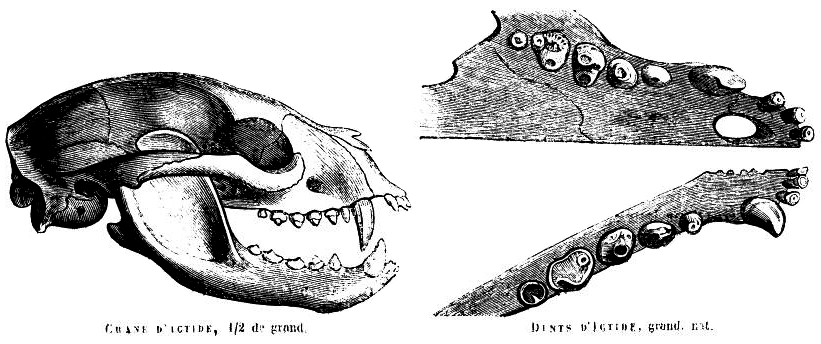
Hộp sọ và bộ răng cầy mực theo minh họa trong Histoire naturelle des mammifères của Gervais

Kích thước của cầy mực có thể rất khác nhau tùy theo mỗi cá thể. Chiều dài thân từ 795 – 860 mm, đuôi có thể dài từ 400 – 714 mm, độ dài bàn chân từ 90 – 140 mm, trọng lượng thân thể từ 10 – 20 kg. Đa số cầy mực có bộ lông đen tuyền trừ phần mõm phớt trắng, nhưng một số có bộ lông phớt trắng hoa râm hoặc xám trắng. Lông của cầy mực dài, thô và xù. Đuôi của chúng rất dài và rậm lông, có gốc đuôi lớn và thon dần về phía mút đuôi. Lúc leo trèo cầy mút có thể uốn cong cuộn mút đuôi vào thân cây. Mõm ngắn và nhọn. Mắt của chúng to, đen và lồi. Đôi tai của cầy mực ngắn, tròn, trên tai có chỏm lông đen dài, viền tai màu trắng. Có sáu răng cửa ngắn tròn ở mỗi hàm, hai răng nanh dài và nhọn, và sáu răng hàm ở mỗi bên. Chân ngắn và khoẻ có móng vuốt lớn thích hợp cho leo trèo, lông trên chân ngắn và có màu hơi nâu. Bàn chân có năm ngón, lòng bàn chân không có lông, chân sau dài hơn chân trước.

## Phân bố
Cầy mực phân bố rải rác ở vùng Nam Á và Đông Nam Á trên lãnh thổ các nước Nepal, Ấn Độ, Myanmar, miền nam Trung Quốc, Thái Lan, Lào, Campuchia và Việt Nam. Riêng ở Việt Nam chúng phân bố tại các tỉnh Lai Châu, Ninh Bình (Cúc Phương), Gia Lai, Kon Tum (Hà Nừng), Đắk Lắk và Đồng Nai (Mã đà, rừng cấm Cát Tiên).

### Các phân loài
Chín phân loài đã được công nhận trong hai nhánh. Nhánh phương bắc từ lục địa châu Á được tách ra từ nhánh Sundaric bởi Eo đất Kra.
- A. b. binturong (Raffles, 1821) – phạm vi từ Malacca đến tây nam Thái Lan và Tenasserim;[10]
- A. b. albifrons (Cuvier, 1822) – phân bố ở đông Himalaya đến Bhutan, bắc Myanmar và Indochina;[10]
- A. b. penicillatus (Temminck, 1835) – sinh sống ở Java;[9]
- A. b. whitei (Allen, 1910) – sinh sống ở Palawan, Philippines;[9]
- A. b. pageli (Schwarz, 1911) – sinh sống ở Borneo;[9]
- A. b. gairdneri (Thomas, 1916) – sinh sống ở bắc Thái Lan;[9]
- A. b. niasensis (Lyon, 1916) – sinh sống ở Sumatra;[9]
- A. b. kerkhoveni (Sody, 1936) – sinh sống ở Bangka;[9]
- A. b. memglaensis (Wang and Li, 1987) – phân bố ở Vân Nam;[9]

## Tập tính
Cầy mực sống và hoạt động ở rừng già. Chúng sống độc thân, thầm lặng, hoạt động chủ yếu trên cây với khả năng leo trèo rất giỏi. Cầy mực là loài thú kiếm ăn vào ban đêm. Đôi khi chúng cũng xuống đất hoạt động. Đặc biệt cầy mực có khả năng bơi lội và chúng rất thích tắm.
Thức ăn của cầy mực là các loại quả cây và các loài động vật nhỏ sống trên cây như chim, chuột, côn trùng, rắn,...

## Sinh sản

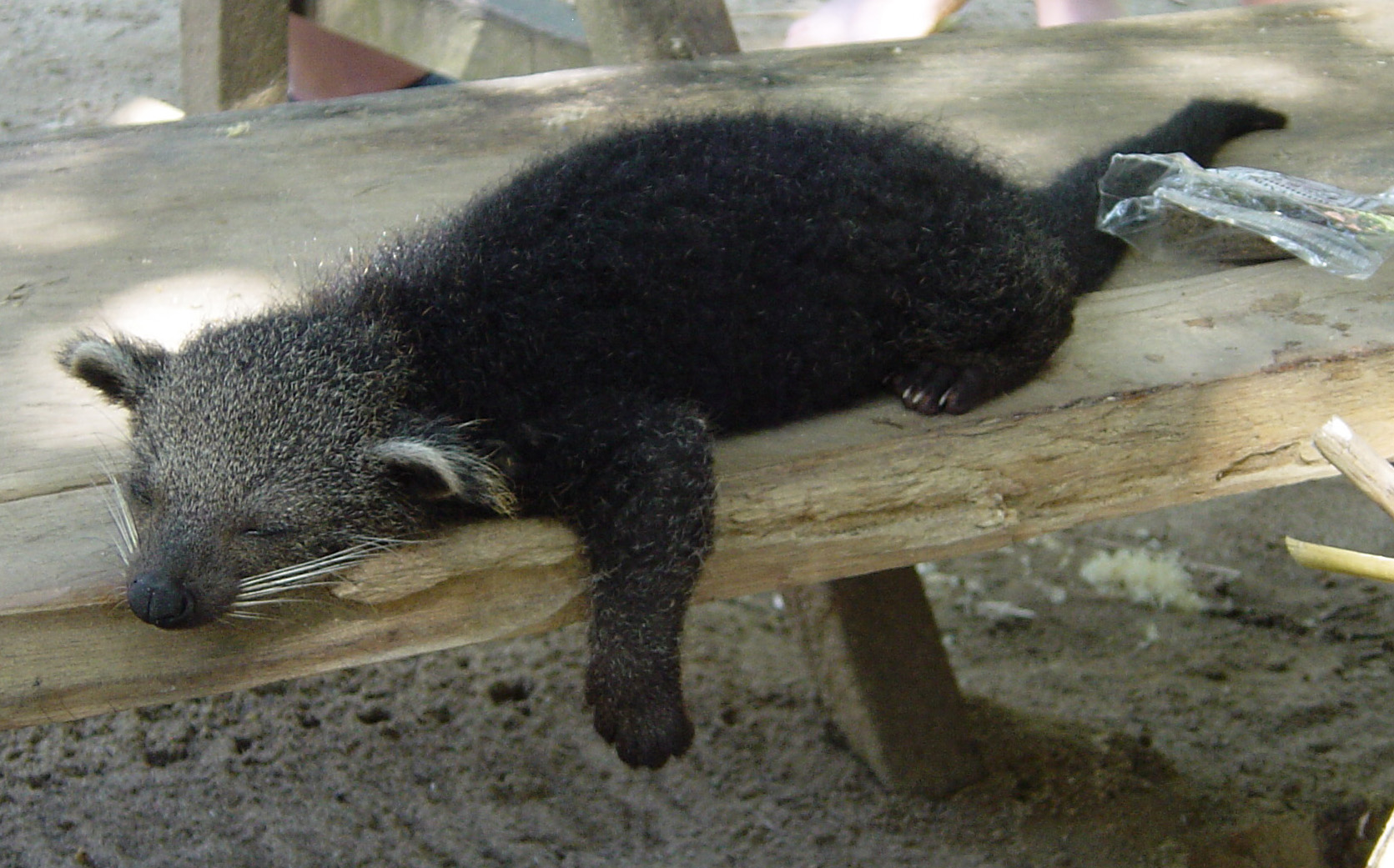
Một con cầy mực non được nuôi nhốt ở Malaysia

Cầy mực hầu như sinh sản quanh năm. Chu kì động dục của cầy mực là 81 ngày và thời gian mang thai là 91 ngày. Cầy mực là một trong khoảng 100 loài thú có khả năng điều chỉnh thời gian mang thai để phù hợp với các điều kiện môi trường. Số cầy non sinh ra trong mỗi lứa thường là hai nhưng cũng có thể đến sáu. Con sơ sinh nặng khoảng 400 gam.
Tuổi thành thục sinh sản trung bình của cầy mực cái là 30,4 tháng và của cầy mực đực là 27,7 tháng. Khả năng sinh sản kéo dài đến 15 tuổi.

## Tình trạng bảo tồn
Trữ lượng cầy mực trong tự nhiên rất ít. Do săn bắt quá mức và nạn khai thác rừng, phá rừng nên trữ lượng của cầy mực đã giảm đi một cách đáng kể. Tại Việt Nam, Viện Sinh thái và Tài nguyên Sinh vật đã kết hợp với Vườn thú Hà Nội nghiên cứu kỹ thuật nhân nuôi và đã nuôi được cầy sinh sản.